# Menandro (generale)
Menandro (metà del V secolo a.C. – 405 a.C.) è stato un ammiraglio ateniese.

## Biografia
Alla fine del 414 a.C. Menandro, assieme a Eutidemo, fu associato a Nicia nel comando della spedizione in Sicilia.
Sembra che, nell'inverno tra il 409 e il 408 a.C., sia stato al fianco di Alcibiade durante la spedizione contro il satrapo persiano Farnabazo.
Menandro, assieme a Tideo e Cefisodoto, fu uno dei tre generali nominati nel 405 a.C., prima della battaglia di Egospotami, a sostegno di Conone, Filocle e Adimanto.
Menandro e Tideo sono particolarmente famosi perché, secondo Senofonte, furono loro a rifiutare l'aiuto che Alcibiade aveva offerto loro prima della battaglia, che si sarebbe poi rivelata fatale.
Visto che, dopo la battaglia, tutti e 3000 i prigionieri ateniesi (tranne Adimanto) furono sgozzati, è molto probabile che Menandro abbia fatto la stessa fine.